# Victor Sen Yung
Victor Sen Yung, właśc. Sen Yew Cheung (ur. 18 października 1915 w San Francisco, zm. ok. 9 listopada 1980 w North Hollywood) – amerykański aktor.

## Życiorys
Urodził się w rodzinie chińskich emigrantów. W filmie zadebiutował kilkoma epizodycznymi rolami w 1937, a w następnym roku został obsadzony w dużej roli – Jimmy’ego, jednego z synów tytułowego bohatera – w produkcji Charlie Chan in Honolulu będącej częścią cyklu filmowego o przygodach detektywa Charliego Chana. Do 1942 wystąpił w 10 filmach z tego cyklu.
W czasie II wojny światowej wstąpił do Sił Powietrznych Armii USA. Podczas służby wojskowej pracował m.in. przy produkcji filmów instruktażowych i propagandowych.
W 1946 powrócił do roli Jimmy'ego Chana w trzech kolejnych filmach o Charlie Chanie. Później wystąpił jeszcze w pięciu filmach w nowej roli Tommy'ego Chana, co było spowodowane śmiercią odtwórcy głównej roli, Sidneya Tolera, i zmianami w obsadzie.
Największą popularność przyniosła mu rola kucharza Hop Singa w serialu Bonanza, którą odgrywał w latach 1959-1973. Występował też m.in. serialach Bachelor Father oraz Kung Fu. Regularnie pojawiał się w filmach, przeważnie w rolach drugoplanowych i epizodycznych.
5 lipca 1972 znajdował się na pokładzie samolotu pasażerskiego lecącego z Sacramento do Los Angeles, który został porwany dla okupu przez dwóch Bułgarów. Aktor został postrzelony podczas szturmu FBI na lotnisku w San Francisco. Przez kolejne kilka lat przechodził kosztowne kuracje mające przywrócić go do dawnej formy. W związku z brakiem propozycji ról dorabiał jako sklepikarz, kucharz i pisarz, napisał książkę kucharską.
Zmarł w 1980 we własnym domu w North Hollywood w wyniku zatrucia gazem ziemnym. Biografowie utrzymują, że popełnił samobójstwo. Jego ciało znaleziono 9 listopada, ale prawdopodobnie wówczas nie żył już od kilku dni.

## Filmografia

### Filmy
- 1938: Shadows Over Shanghai jako Wang
- 1938: Charlie Chan in Honolulu jako Jimmy Chan
- 1939: Charlie Chan in Reno jako Jimmy Chan
- 1939: Charlie Chan at Treasure Island jako Jimmy Chan
- 1939: 20,000 Men a Year jako Harold Chong
- 1940: Charlie Chan in Panama jako Jimmy Chan
- 1940: Charlie Chan's Murder Cruise jako Jimmy Chan
- 1940: Charlie Chan at the Wax Museum jako Jimmy Chan
- 1940: List jako Ong Chin Seng
- 1940: Murder Over New York jako Jimmy Chan
- 1941: Dead Men Tell jako Jimmy Chan
- 1941: Charlie Chan in Rio jako Jimmy Chan
- 1942: A Yank on the Burma Road jako Frankie Wing Yung
- 1942: Castle in the Desert jako Jimmy Chan
- 1942: Secret Agent of Japan jako Fu Yelen
- 1942: Nocny przypływ jako Takeo
- 1942: The Mad Martindales jako Jefferson Gown
- 1942: Little Tokyo, U.S.A. jako Okino
- 1942: Przez Pacyfik jako Joe Toshiko
- 1942: Manila Calling jako Armando
- 1943: Chiny jako Linn Wei
- 1943: Night Plane from Chungking jako Kaptan Po
- 1944: Winged Victory jako Lee Chang
- 1945: Betrayal from the East jako Omaya
- 1946: Shadows Over Chinatown jako Jimmy Chan
- 1946: Dangerous Money jako Jimmy Chan
- 1946: Dangerous Millions jako Linn Chow
- 1946: The Trap jako Jimmy Chan
- 1947: Web of Danger jako Sam
- 1947: The Crimson Key jako Frankie Wing Yung
- 1947: The Flame jako Lee Chang
- 1947: The Chinese Ring jako Tommy Chan
- 1948: Docks of New Orleans jako Tommy Chan
- 1948: Half Past Midnight jako Sam
- 1948: Shanghai Chest jako Tommy Chan
- 1948: The Golden Eye jako Tommy Chan
- 1948: The Feathered Serpent jako Tommy Chan
- 1949: State Department: File 649 jako Johnny Honda
- 1949: Tuna Clipper jako pracownik portu
- 1949: The Sickle or the Cross jako chiński wojskowy
- 1949: Chinatown at Midnight jako hotelarz
- 1950: Podróż do Tomahawk jako Long Time
- 1950: Mieć i nie mieć jako Pan Sing
- 1950: Woman on the Run jako Sammy Chung
- 1951: Grounds for Marriage jako Oscar
- 1951: The Groom Wore Spurs jako Ignacio
- 1953: Forbidden jako Allan Chung
- 1954: Trader Tom of the China Seas jako George Wang
- 1954: The Shanghai Story jako Sun Lee
- 1954: Port of Hell jako radiooperator okrętowy
- 1955: Lewa ręka Pana Boga jako John Wong
- 1957: Mężczyźni na wojnie jako koreański jeniec
- 1958: She Demons jako Sammy Ching
- 1958: Jet Attack jako Kaptan Chone
- 1958: Łowcy jako koreański farmer
- 1961: Flower Drum Song jako Frankie Wing Yung
- 1962: Confessions of an Opium Eater jako Frank Wing Yung
- 1968: A Flea in Her Ear jako Okie Sakae
- 1975: Elita zabójców jako Wei Chi
- 1980: Mężczyzna z twarzą Bogarta jako Frankie Wing Yung

### Seriale
- 1960–1961: Bachelor Father jako Charlie
- 1959–1973: Bonanza jako Hop Sing
- 1972–1974: Kung Fu jako Mistrz Ling